# 액귀

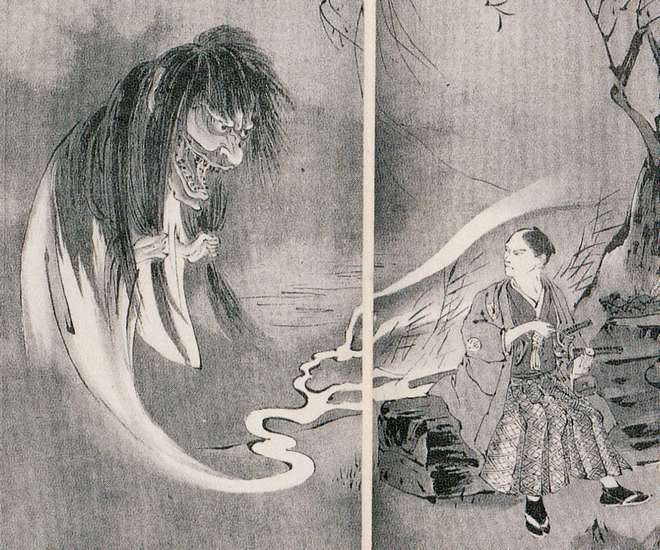
쿠보타 베이센의 『야창귀담』 중 액귀.

액귀(縊鬼)는 동양 귀신의 일종이다. 액사한(목 매달아 죽은) 사람의 귀신으로, 다른 사람도 목매달아 죽게 한다. 『소두붕』, 『태평어람』, 『요재지이』 등 고서에 출전이 있다.
중국 민속에서 명계에는 일정한 인구가 정해져 있으며, 이 인구를 항상 유지할 필요가 있기 때문에 망자가 환생해서 명계를 떠나려면 그 망자를 대신하여 명계의 주민이 될 자가 필요하다. 즉 살아있는 누군가가 죽어야 망자가 환생할 수 있다. 이 때 망자가 산 자의 죽음을 그저 기다리지 않고 적극적으로 자살과 사고사를 조장하여 자신의 빠른 환생을 꾀하는 것을 귀구대(鬼求代)라고 한다. 망자는 자신이 죽은 것과 같은 조건의 죽음을 조장하는 경향이 있기에, 목매달아 액사한 사람의 귀신은 액사를 조장한다. 이것이 액귀다.
액귀 이야기는 거의 대동소이하다. 숙소에 묵은 사람이 끈을 손에 들고 있는 그림자를 본 뒤 옆방의 여자가 목매달아 죽으려 하는 것을 발견해 황급히 살려냈는데, 그 그림자가 액귀이며 옆방의 여자는 영문을 모른 채 액귀에게 희생당할 뻔했다는 식의 이야기가 많다.